# Конга
Конгата (или още тумби) (на испански: conga) е музикален перкусионен инструмент от групата на мембранофонните инструменти.
На конга се свири с пръсти, ръце или юмруци, без да се използват палки, подобно на бонгосите, тарамбуката, таблата и т.н. Обикновено се използват в групи от два до четири инструмента. Характерни са за афро-кубинската и латиноамериканската музика и са традиционен инструмент при изпълнението на румба. В Латинска Америка се използва обикновено комплект от три конги с различна големина.
Конга означава още и вид кубинска песен и танц със сходна на марш ритмика. Изпълнява се под ритъма на барабани конга и обикновено съпровожда карнавални шествия.